# Токмак (Украина)
Токма́к (укр. Токмак) — город в Пологовском районе Запорожской области Украины, административный центр Токмакской городской общины. До 2020 года был городом областного значения, составлявшим Токмакский городской совет, а также являлся центром упразднённого Токмакского района. С марта 2022 года город находится под российской оккупацией.

## География
Стоит на перекрёстке автомобильных дорог государственного значения: Каменка-Днепровская — Васильевка — Токмак — Бердянск и областного: Новониколаевка — Орехов — Токмак — Мелитополь и Гуляйполе — Пологи — Токмак — Мелитополь.
В городе есть железнодорожная станция Большой Токмак Приднепровской железной дороги, которая находится на железнодорожном направлении Луганск — Токмак — Мелитополь — Симферополь. Город является географическим центром юго-восточной части Украины. Расстояния от города до ближайших областных центров и иных крупных городов областного значения по автодорогам: Мелитополь — 57 км, Симферополь — 315 км, Херсон — 287 км, Николаев — 353 км, Кривой Рог — 267 км, Запорожье — 85 км, Днепр — 167 км, Бердянск — 86 км, Мариуполь — 169 км, Донецк — 252 км.

### Административное деление
5 сентября 2002 года город Токмак территориально разделён на 8 микрорайонов: «Левый берег», «Короленко», «Калининский», «Рижок», «Железнодорожный», «Ахрамеевка», «Кузнечный», «Центральный».

## История
На территории города сохранилось несколько курганов эпохи бронзы (III — II тысячелетие до н. э.) с впускными погребениями сарматов (II в. до н. э. — III в. н. э.) и средневековых кочевников.
Из документов середины XVIII века архива Запорожской Сечи известно о сезонном размещении в «урочище» (пойме реки) Токмак казацких куреней, занимавшихся рыболовным и охотничьим промыслом. Они соседствовали с сезонными овцеводческими стоянками крымских татар и армян, ногайскими кочевьями, что иногда приводило к конфликтам и судебным жалобам с обеих сторон.
Официальным годом основания города считается 1784 год (условная дата, приуроченная к образованию российской Таврической области по присоединении Крыма к России). Устройство населённого пункта путём переселения государственных крестьян из Полтавщины произошло в 1791—1792 гг. — после окончания российско-турецкой войны. Село получило название Большой Токмак.
В 1796 году Токмак был назначен центром Мелитопольского уезда Таврической области, и в нём были открыты уездный нижний земский суд, нижняя расправа и дворянская опека. В 1797 году Мелитопольский уезд был включён в состав Мариупольского уезда Новороссийской губернии, центром которого снова стал Токмак. В 1801 году центр уезда был перенесён в Орехов, а Токмак остался центром Большетокмакской волости. Слобода Новоалександровка, которая в 1842 году стала уездным городом Мелитополем, в 1814—1829 годах также входила в Большетокмакскую волость.
Летом 1842 года в городе Орехове произошёл сильный пожар и административные учреждения снова переведены в Большой Токмак. В этом же году создан Бердянский уезд, куда вошли и Токмак, и Орехов, ставший заштатным городом.
Во время Крымской войны с. Большой Токмак временно стало центром Бердянского уезда. В селе размещались раненые, здесь похоронен 281 защитник Севастополя.
В 1861 году Большой Токмак получил статус местечка. Жители города занимались земледелием, скотоводством, торговлей и ремёслами.
В 1917 году началось издание местной газеты «Известия Больше-Токмакского Совета рабочих, солдатских и крестьянских депутатов». В 1918 году в Большом Токмаке была установлена Советская власть.
23 марта 1921 года Большой Токмак стал центром Великотокмакского уезда. Постановлением Всеукраинского Комитета от 7 марта 1923 года был образован Великотокмакский район с центром в Большом Токмаке, который стал посёлком городского типа.
В 1923 году на токмакском заводе «Красный прогресс» начался выпуск первых в СССР тракторов.
7 октября 1941 года оккупирован германскими войсками. В период фашистской оккупации 1941—1943 годов в городе активно действовал партизанский отряд под руководством В. Г. Акулова и И. К. Щавы, а также подпольная партизанская группа, организованная Г. Ф. Буркутом, В. В. Веретенниковым и В. О. Федюшиным. 20 сентября 1943 года город был освобождён советскими войсками Южного фронта в ходе Донбасской операции: 2-й гвардейской армии (генерал-лейтенант Захаров, Георгий Фёдорович), 4-го гвардейского механизированного корпуса (генерал-лейтенант Танасчишин, Трофим Иванович) и 4-го гв. кавалерийского корпуса (генерал-лейтенант Кириченко, Николай Яковлевич).
30 декабря 1962 года город стал называться Токмак и приобрёл статус города областного подчинения.

### Вторжение России на Украину
В ходе вторжения России на Украину, согласно сообщению главы Запорожской областной военной администрации Александра Старуха, город 2 марта после серьёзных боёв с применением танков, артиллерии и авиации был окружён российскими войсками, руководство города на контакт с российскими военными не шло.
В марте город был оккупирован российскими войсками.
7 мая 2022 года стало известно о смерти мэра Токмака Игоря Котелевского, занимавшего должность с 2009 года.

#### Украинское контрнаступление
С целью разрыва сухопутного коридора в Крым, летом-осенью 2023 года ВСУ безуспешно пытались прорваться к Мелитополю и Бердянску, через российскую эшелонированную оборону в районе Токмака.

## Население
По данным переписи 2001 года, украинцы составляли 81,41 % населения Токмака, русские — 16,60 %.

### Языковой состав
Родной язык населения по данным переписи 2001 года:
| Язык       | Численность, чел. | Доля     |
| ---------- | ----------------- | -------- |
| Украинский | 25 825            | 70,25 %  |
| Русский    | 10 788            | 29,35 %  |
| Другое     | 147               | 0,40 %   |
| Итого      | 36 760            | 100,00 % |

Украинский язык является основным и единственным официальным языком города.

## Происхождение названия
Название по расположению на реке Токмак. Гидроним от тюркского tökmӧk «лить». Следует также учитывать возможность образования Токмак из этнонима: известны токмак — одно из названий половцев, и токмак, токмок — родоплеменные названия у киргизов, туркмен.

## Экономика
Крупнейшими предприятиями города являются:
- ОАО «ЮЖДИЗЕЛЬМАШ» (Дизелестроительный завод имени С. М. Кирова) — в стадии ликвидации
- ЗАО ТОКМАК-АГРО
- ПАО «Токмакский кузнечно-штамповочный завод» (ТКШЗ)
- Токмакский завод строительных материалов «Стройкерамика»
- ЗАО «Токмакский завод „Прогресс“»
- ООО «Токмакская ферросплавная компания»
- ООО «Токмак Солар Энерджи» (до оккупации была третьей по величине солнечной электростанцией на Украине)

## Культура и образование
В городе находятся городской дом культуры, городское управление МВД, городской краеведческий музей, 2 библиотеки для взрослых и одна детская, детская музыкальная и художественная школы.
Звание «народный» имеют хор украинской песни «Таврийские зори», фольклорный ансамбль «Веселка», ансамбль эстрадного танца «Аэлита», а детский ансамбль эстрадного танца «Динозаврик» имеет звание «образцовый».
На территории города выходит 3 газеты, работает FM радиовещание.
В городе есть учебное заведение, в котором можно получить высшее образование: Токмакский механический техникум Запорожского национального технического университета. Также функционирует 10 школ, 8 детских садов. Открыт Токмакский учебно-консультационный пункт Национального университета кораблестроения. Городская общеобразовательная школа № 2 носит имя Героя Советского Союза А. Н. Кота.
Работает центр детского и юношеского творчества.